# AV-Comparatives
AV-Comparatives es una organización austriaca independiente que prueba y evalúa software de antivirus, publicando regularmente gráficos e informes que están disponibles gratuitamente para el público y los medios de comunicación. Los proveedores de antivirus deben cumplir varios requisitos en cuanto a fiabilidad para poder participar en las pruebas.
AV-Comparatives concede premios relevantes basados en el desempeño integral del software antivirus de acuerdo con múltiples criterios de prueba. También cuenta con el apoyo de la Universidad de Innsbruck y otros organismos académicos de todo el mundo, así como del Gobierno Federal de Austria y el Gobierno regional de Tirol.

## La prueba más conocida:Real World Protection Test
La "Prueba de protección del mundo real" (en inglés, Real World Protection Test) de AV-Comparatives es un entorno de prueba que se aproxima mucho a lo bien que un producto antivirus protegerá a los usuarios del mundo real. Los resultados de las pruebas se publican mensualmente (de marzo a junio y de agosto a noviembre). En junio y diciembre se publican dos informes detallados de resultados generales. El marco de pruebas de protección del mundo real fue reconocido por el “Standortagentur Tirol” con el premio Cluster Award 2012 a la innovación en informática.

## Última serie de pruebas
En 2018, AV-Comparatives comenzó con una serie de pruebas de software de seguridad empresarial a gran escala, que consta de una prueba del mundo real, una prueba de falsa alarma, una prueba de protección contra malware y una prueba de rendimiento, así como una revisión.

## Listado de pruebas y revisiones de AV-Comparatives
- Pruebas de protección del mundo real (Real-World Protection Tests)
- Prueba de protección contra malware (Malware Protection Tests)
- Prueba de rendimiento (Performance Tests)
- Informes resumidos (Summary Reports)
- Pruebas de seguridad empresarial y análisis (Business Security Tests and Reviews)
- Pruebas de protección avanzada contra amenazas (ATP - Advanced Threat Protection Tests)
- Pruebas de prevención y respuesta final (Endpoint Prevention & Response Tests)
- Pruebas especiales (entre las que se incluyen: IoT, VPN, Stalkerware, Soporte, Privacidad)
- Análisis de la seguridad en teléfonos inteligentes
- Análisis de seguridad en Mac
- Análisis de seguridad en Linux
- Tests anti-phishing
- Tests anti-spam
- Análisis de software de control parental
- Pruebas y análisis de productos individuales (Single Product Tests and Reviews)
- Pruebas de falsa alarma

## Sistemas operativos utilizados para las pruebas de antivirus
- Microsoft Windows
- MacOS
- iOS
- Android
- Linux

## Analizador AVC UnDroid
AV-Comparatives ha proporcionado "UnDroid APK Analyzer" como un servicio gratuito para los usuarios de su sitio web desde mayo de 2013. Diseñado para usuarios de teléfonos inteligentes Android, proporciona un análisis estático de las aplicaciones de Android. Los usuarios pueden cargar un paquete de aplicación de Android (APK) y recibir un análisis rápido en línea que contiene los valores hash del archivo, el nivel de peligro gráfico e información adicional.

## Premios y certificaciones otorgados a AV-Comparatives
- 2016: EN ISO 9001: 2015 para el alcance "Pruebas independientes de software antivirus" [7]
- 2015: laboratorio de pruebas de seguridad de TI de confianza de EICAR[8]
- 2013: Premio Constantinus en Ciencias de la Computación,[9] el premio/certificación más alto otorgado por el Gobierno de Austria (Cámara de Comercio) para proyectos en ciencias de la computación.
- 2012: Premio electrónico de Austria (eAward)[10]
- 2012: Premio Cluster 2012[11]